# Парк Копоу

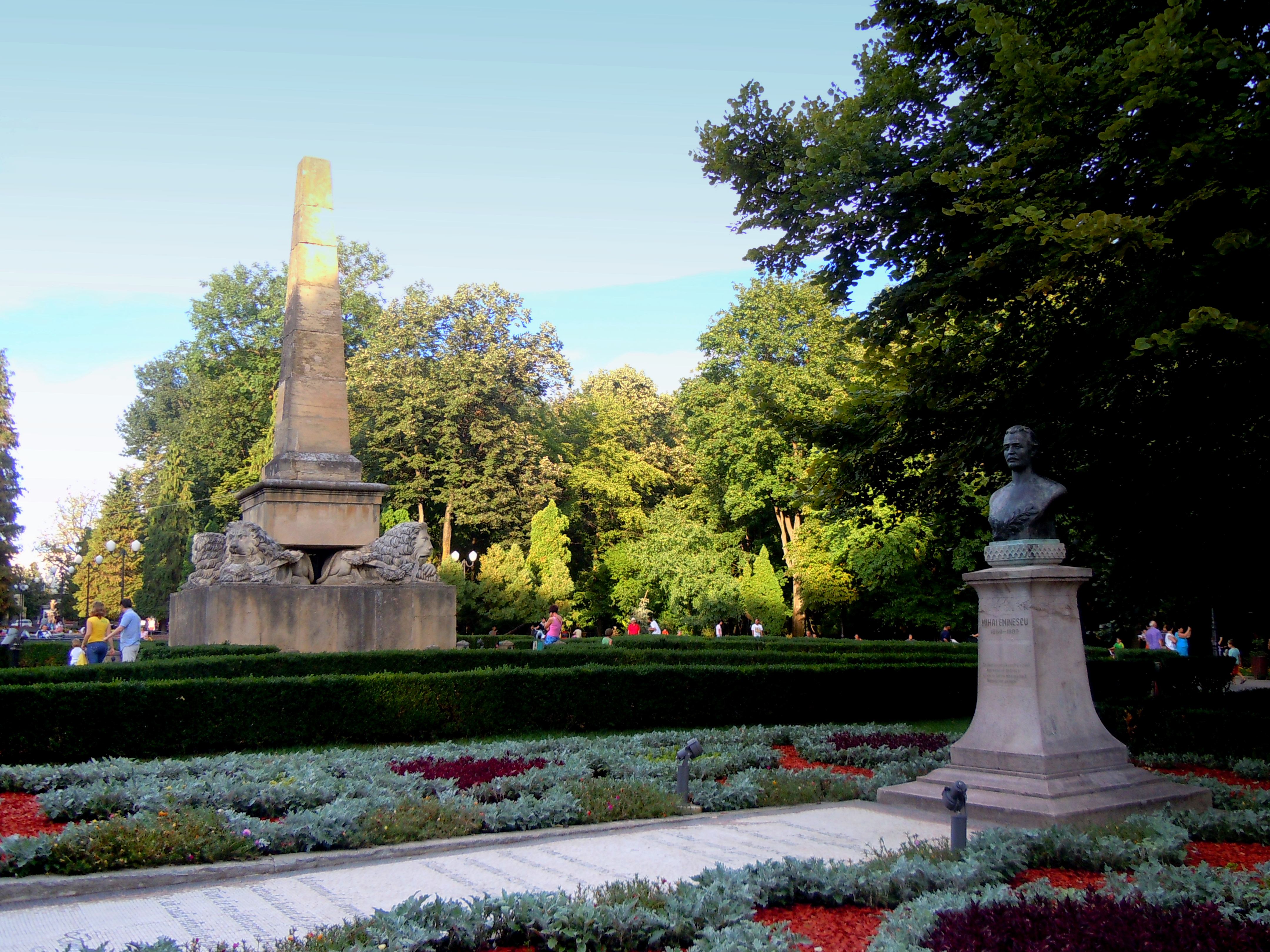
Бюст Михаю Эминеску на фоне «Обелиска со львами»

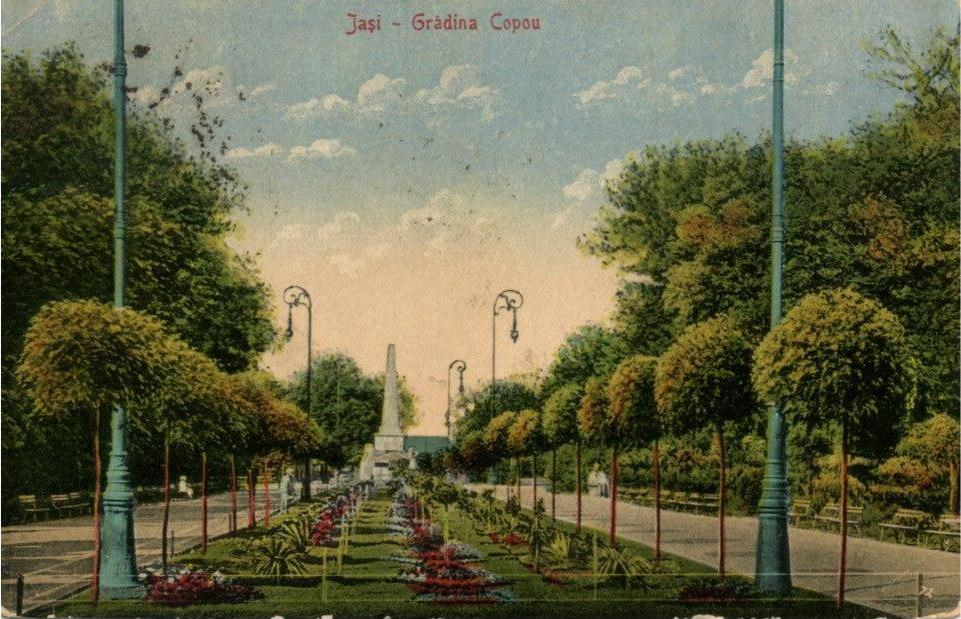
Парк Копоу около 1900 г.

Парк Копоу или Сад Копоу (рум. Parcul Copou) — старейший общественный парк Румынии. Расположен на холме с одноименным названием в центре города Яссы.
Закладка городского парка началась в 1834 году в период правления господаря Молдавского княжества Михаила Стурдзы. Парк сегодня занимает около 10 гектаров (при создании — 19 га).
Ныне излюбленное место для прогулок местных жителей и туристов. На центральной аллее парка установлены бронзовые статуи самых выдающихся учёных и культурных деятелей страны. В парке также находится статуя поэту, классику румынской литературы Михаю Эминеску. В парке открыт музей его имени.
В парке Копоу расположен также самый старый памятник в Румынии. «Обелиск со львами» был установлен в парке в 1834 году и имеет высоту 13,5 м, сооружен в честь первой конституции Дунайских княжеств (Валахии и Молдавии).
С парком Копоу граничит Ботанический сад Ясс (основан в 1856 году), который считается самым крупным из подобных в Румынии.